# Fusillade van Leopoldsburg
De fusillade van Leopoldsburg gebeurde op 6 september 1944. Net voor de bevrijding van Leopoldsburg kwamen 904 politieke gevangenen vrij. Een veertigtal van hen zat te eten in een brasserie toen een vluchtende groep van vijftien, vooral Vlaamse SS'ers de brasserie binnenviel en de ex-gevangenen in de gracht aan de overkant fusilleerde. 21 van hen kwamen hierbij om.